# Hiver à Paris
Albums de Dinos
Stamina, Memento
(2021) Kintsugi
(2024)
Hiver à Paris est le quatrième album studio du rappeur français Dinos sorti le 4 novembre 2022 sur le label SPKTAQLR.
Il se présente sous la forme d'un double album, séparé en deux parties appelées respectivement Rive Droite et Rive Gauche, en référence à aux deux parties de Paris séparées par la Seine.

## Genèse
Après la sortie du double album Stamina, Memento en juillet 2021, Dinos sort trois EP's au cours du premier semestre de 2022 — Aquanaute, Nautilus et Sea Dweller —, dans lesquels il évoque plusieurs fois nommément son album à venir : « Prochain album s'appelle L'Hiver à Paris » (Deïdo), « L'Hiver à Paris, c'est l'dragon blanc aux yeux bleus » (Enfant du siècle),,.
Le 6 octobre 2022, il sort le titre clippé Hiver à Paris Prélude, et dévoile la pochette d'Hiver à Paris,. Un pop-up store est ouvert à Paris du 27 au 30 octobre, attirant d'après Le Parisien « une foule de fans ».
Hiver à Paris sort finalement le 4 novembre 2022 et compte au total 21 pistes, dont des collaborations avec Ninho, SCH, Laylow ou encore Akhenaton. Il est présenté sous la forme d'un double album, séparé en deux parties symbolisant les rives droite et gauche de la ville de Paris.

## Liste des pistes
| 1.  | Rive droite                                         | Dinos, Hard Level                                   | 0:45 |
| 2.  | AMG Performance (feat. Lossapardo)                  | Crayon, Augustin Charnet                            | 4:19 |
| 3.  | Chrome Hearts (feat. Hamza)                         | Lucozi, Callsix], Leaf                              | 2:49 |
| 4.  | Modus Vivendi                                       | Amine Farsi, Augustin Charnet, Focus Beatz, Twenty9 | 2:59 |
| 5.  | Portes suicide (feat. Ninho)                        | Amine Farsi, Flem, Focus Beatz, Nassir              | 3:47 |
| 6.  | Pichichi Anderson (feat. Laylow)                    | Amine Farsi                                         | 1:48 |
| 7.  | Ma Baby (feat. SCH)                                 | Focus Beatz                                         | 3:18 |
| 8.  | Quatre saisons                                      | Twinsmatic                                          | 3:37 |
| 9.  | L’univers ne nous voit pas danser (feat. Akhenaton) | Twenty9, November Ultra                             | 4:32 |
| 10. | Simyaci                                             | Augustin Charnet, Twenty9, Mathilda                 | 3:48 |

| 1.  | Rive gauche                                  | Dinos, Hard Level                            | 0:53 |
| 2.  | Rue de Sèvres                                | Twinsmatic                                   | 3:19 |
| 3.  | CRTL + V                                     | Focus Beatz                                  | 3:16 |
| 4.  | Rouge Drama                                  | Twinsmatic                                   | 2:51 |
| 5.  | Par amour                                    | Twinsmatic                                   | 3:36 |
| 6.  | Interlude                                    | Dinos, Hard Level                            | 0:54 |
| 7.  | Solitaire 1895                               | Augustin Charnet                             | 3:09 |
| 8.  | Future Nostalgia (feat. Lous and the Yakuza) | Focus Beatz, Flem, Twenty9, Augustin Charnet | 3:09 |
| 9.  | ADN                                          | Twinsmatic                                   | 2:59 |
| 10. | Aquarius                                     | Focus Beatz                                  | 3:38 |
| 11. | Triste anniversaire (feat. Laylow)           | Amine Farsi & Twenty9                        | 2:58 |

Notes
- Modus Vivendi & Simyaci contiennent des voix additionnelles de Mathilda
- Par amour sample la chanson du même nom issu de l'album Dans ma bulle de Diam's

## Clips vidéo
- 6 octobre 2022 : Hiver à Paris Prélude
- 4 novembre 2022 : Chrome Hearts (feat. Hamza)[8]
- 15 mars 2023 : Simyaci[9]

## Réception

### Classement par pays
| Classements                  | Meilleure position |
| ---------------------------- | ------------------ |
| Belgique (Wallonie Ultratop) | 2                  |
| Belgique (Flandre Ultratop)  | 169                |
| France (SNEP)                | 1                  |
| Suisse (Schweizer Hitparade) | 6                  |

### Certifications et ventes
| Région        | Certification | Ventes  |
| ------------- | ------------- | ------- |
| France (SNEP) | Platine       | 100 000 |